# Lycaena uyei
Lycaena uyei är en fjärilsart som beskrevs av Teiso Esaki och Nakahara 1930. Lycaena uyei ingår i släktet Lycaena och familjen juvelvingar. Inga underarter finns listade i Catalogue of Life.